# Antonius Liedhegener
Antonius Liedhegener (* 1963 in Arnsberg, Westfalen) ist ein deutscher Politikwissenschaftler und Zeithistoriker. Er ist Professor für Politik und Religion am Zentrum für Religion, Wirtschaft und Politik (ZRWP) an der Universität Luzern (Schweiz).

## Leben
Liedhegener studierte Geschichte und Katholische Theologie an der Westfälischen Wilhelms-Universität Münster und an der University of Southampton. 1996 wurde er mit der Arbeit „Christentum und Urbanisierung. Katholiken und Protestanten in Münster und Bochum 1830–1933“ promoviert. Anschließend arbeitete er am Institut für Politikwissenschaft der Friedrich-Schiller-Universität in Jena, wo er sich 2005 habilitierte. Seine Habilitationsschrift „Macht, Moral und Mehrheiten. Der politische Katholizismus in der Bundesrepublik Deutschland und den USA seit 1960“ wurde 2007 mit dem Förderpreis der Deutschen Vereinigung für Politische Wissenschaft (DVPW) ausgezeichnete. Auf eine Lehrstuhlvertretung an der Europa-Universität Viadrina in Frankfurt (Oder) folgte 2008 die Berufung an die Universität Luzern, zunächst als Assistenzprofessor, seit 2012 als Professor für Politik und Religion. Im Herbstsemester 2012 war er Fellow am Max-Weber-Kolleg der Universität Erfurt. Er ist Vorsitzender der Studiengangsleitung des Joint Degree Master Religion – Wirtschaft – Politik (MA RWP).
Antonius Liedhegener forscht und lehrt zu Politik und Religion in liberalen Demokratien und zu Zivilgesellschaft, Religion und gesellschaftliche Integration. Fragen der empirischen politischen Theorie und der Vergleichenden Politikwissenschaft sowie die Katholizismusforschung und neue und neueste Religionsgeschichte gehören ebenfalls zu seinen Forschungsfeldern. Er war Gründungsmitglied des  abgeschlossenen universitären Forschungsschwerpunkts „Religion und gesellschaftliche Integration in Europe (REGIE)“ der Universität Luzern. Gefördert durch den Schweizer Nationalfonds (SNF) erforscht er zusammen mit Anastas Odermatt (Luzern) religiöse Vielfalt in Europa im Rahmen des Projekts Swiss Metadatabase of Religious Affiliation in Europe (SMRE).
Liedhegener ist Mitherausgeber zweier Buchreihen: «Politik und Religion» (Springer VS) und «Religion – Wirtschaft – Politik» (TVZ/Nomos). Von 2006 bis 2016 war er Sprecher des DVPW-Arbeitskreises „Politik und Religion/Politics and Religion“. Mitglied ist er u. a. in der American Political Science Association (APSA), der Deutschen Vereinigung für Politikwissenschaft (DVPW), der Görres-Gesellschaft zur Pflege der Wissenschaften und der International Society for the Sociology of Religion (ISSR) sowie der Wissenschaftlichen Kommission der Kommission für Zeitgeschichte, Bonn (KfZG), der Bischöflichen Arbeitsgruppe Europa der Deutschen Bischofskonferenz und des Beirats der Katholischen Sozialwissenschaftlichen Zentralstelle (KSZ).

## Veröffentlichungen (Auswahl)
- 1997 Christentum und Urbanisierung. Katholiken und Protestanten in Münster und Bochum 1830–1933
- 2006 Macht, Moral und Mehrheiten. Der politische Katholizismus in der Bundesrepublik Deutschland und den USA seit 1960
- 2011 Macht und Einfluss von Religionen. Theoretische Grundlagen und empirische Befunde der politischen Systemlehre und politischen Kulturforschung, in: Liedhegener, Antonius/Tunger-Zanetti, Andreas/Wirz, Stephan (Hg.), Religion – Wirtschaft – Politik. Forschungszugänge zu einem aktuellen transdisziplinären Feld (= Religion – Wirtschaft – Politik, Bd. 1) Baden-Baden – Zürich, S. 241–273
- 2012 Die christdemokratische Parteienfamilie, in: Jun, Uwe/Höhne, Benjamin (Hg.), Parteienfamilien. Identitätsbestimmend oder nur noch Etikett? (= Parteien in Theorie und Empirie, Bd. 2) Opladen – Berlin – Toronto, S. 99–129. (zusammen mit Torsten Oppelland, Jena)
- 2014 Religion, Bürgergesellschaft und Pluralismus. Gesellschaftliche und politische Integration aus der Perspektive demokratischer politischer Systeme, in: Arens, Edmund (Hgg.), Integration durch Religion? Geschichtliche Befunde, gesellschaftliche Analysen, rechtliche Perspektiven (= Religion – Wirtschaft – Politik, Bd. 10) Baden-Baden – Zürich, S. 63–84
- 2014 Säkularisierung als Entkirchlichung. Trends und Konjunkturen in Deutschland von der Mitte des 19. Jahrhunderts bis zur Gegenwart, in: Gabriel, Karl/Gärtner, Christel/Pollack, Detlef (Hg.), Umstrittene Säkularisierung. Soziologische und historische Analysen zur Differenzierung von Religion und Politik, 2. durchges. und um ein Reg. erg. Aufl., Berlin, S. 481–531
- 2014 Das Feld der „Religionspolitik“ – ein explorativer Vergleich der Bundesrepublik Deutschland und der Schweiz seit 1990, in: Zeitschrift für Politik 61, H. 2, 182–208
- 2016 Religion in Zivilgesellschaft, Öffentlichkeit und Politik in demokratischen politischen Systemen. Sechs Fallbeispiele und ein heuristisches Modell der empirischen politischen Theorie, in: Könemann, Judith/Wendel, Saskia (Hg.), Religion, Öffentlichkeit, Moderne. Transdisziplinäre Perspektiven, unter Mitarbeit von Martin Breul, Bielefeld, 93–127
- 2016 Politik und Religion in der Vergleichenden Politikwissenschaft, in: Lauth, Hans-Joachim/Kneuer, Marianne/Pickel, Gert (Hg.), Handbuch Vergleichende Politikwissenschaft, Wiesbaden 2016, 747–766 doi:10.1007/978-3-658-02993-7_56-1 (pdf)
- 2016 Integrationspotenziale von Religion und Zivilgesellschaft. Theoretische und empirische Befunde (zusammen mit Edmund Arens und Martin Baumann)
- 2017 Umstrittene Religionszugehörigkeit. Europas religiöse Pluralität zwischen vertrauten Kategorien und neuen religiösen Identitäten, in: Arens, Edmund (Hgg.), Religiöse Identitäten und gesellschaftliche Integration (= Religion – Wirtschaft – Politik, Bd. 18) Wiesbaden – Zürich, 69–104 (zusammen mit Anastas Odermatt, Luzern).